# 오노촌 (구마모토현 아시키타군)
오노촌(大野村)은 일본 구마모토현 아시키타군에 설치되었던 촌이다. 현재의 아시키타정의 일부에 해당한다.